# Hersteld Apostolische Zendingkerk (III)
De Hersteld Apostolische Zendingkerk (III) in Nederland is een millenaristische stroming binnen het christendom. De kerk staat onder leiding van apostel R. Kuipers en heeft als doelstelling om "mensen vóór- en tóe te bereiden op de wederkomst van Christus; met het doel om God te eren en tot zegen te zijn voor hen, die in oprechtheid de Bijbelse waarheden zoeken."

## Geschiedenis
Na het overlijden van apostel H.F. Rijnders in de Hersteld Apostolische Zendingkerk II (in 2016) werd de Haarlemse evangelist J.L.M. Straetemans geroepen tot apostel.
Na onenigheid over een profetie, waarin J.L.M. Straetemans uit zijn ambt zou zijn gezet, is deze groep in de loop van 2021 zelf verder gegaan. Dit zijn de gemeentes Amsterdam, Arnhem, Den Haag, een deel van de gemeente Amersfoort en een gedeelte van de gemeente Wageningen, dat voorlopig kerkt in de gemeente Arnhem.

## Ontwikkelingen
Binnen de HAZKIII is 'het viervoudig ambt weer hersteld': In een zgn. Heilige Roepingsdienst in november 2021 werd R. Kuipers tot het apostelambt geroepen. Op 2e Paasdag 2022 werd de Haagse herder F. Thesselaar tot profeet geroepen, samen met een diaken uit Wageningen die was geroepen tot nieuwe herder van Den Haag.
In Nederland zijn er nu dus gemeenten van de HAZKIII in Amersfoort, Amsterdam, Arnhem, Wageningen en Den Haag. In Amersfoort maken HAZKII en HAZKIII beurtelings gebruik van hetzelfde kerkgebouw.
Sinds de zomer van 2022 geeft men een eigen kwartaalblaadje uit: 'De Laatste Bazuin', naast de 'Jongerenbazuin' die in de zomer van 2021 al door een gewijzigde redactie was voortgezet.